# Alfa-Helicopter
ALFA-HELICOPTER, spol. s r.o. (předtím ALFA-HELIKOPTER, spol. s r.o.) byl první soukromý český letecký dopravce se specializací na provoz letecké záchranné služby (LZS). Od roku 2009 zajišťoval provoz čtyř základen letecké záchranné služby, a to v Brně, Jihlavě, Olomouci a Českých Budějovicích. Hlavní sídlo měl v Brně. Alfa-Helicopter byla také jediná společnost na světě, která využívala pro potřeby letecké záchranné služby vrtulníky Bell 427.
Společnost vznikla v roce 1992, o 25 let později byla 1. ledna 2017 poslána k likvidaci. Firmě v roce 2016 vypršely smlouvy o provozování leteckých záchranných stanovišť, byl vyhlášen nový tendr, do něj se ale společnost Alfa-Helicopter již nepřihlásila. Nemocnice uvedly, že byly se službami této společnosti spokojeny. Dvě ze čtyř bývalých stanovišť Alfa-Helicopter od roku 2017 zajišťují státní subjekty (Kryštof 04 - PČR, Kryštof 13 - AČR) kvůli tehdejší snaze státu ovládat většinu leteckých stanovišť v Česku.

## Historie
Krátké shrnutí historie
- 1992 – Začátek činnosti LZS s vrtulníkem MI-2.
- 1992 – Nasazení prvního vrtulníku Bell 206L3.
- 1996 – Nasazení prvního vrtulníku Bell 206 L4T.
- 2002 – Světová premiéra vrtulníku Bell 427 v LZS.
- 2009 – Nasazení prvního vrtulníku EC 135T2+.
- 2016 – Zánik společnosti

## Letecká záchranná služba
V systému letecké záchranné služby České republiky hraje společnost důležitou roli. Jako nestátní provozovatel letecké záchranné služby zajišťuje chod provozních v Brně, Jihlavě a Českých Budějovicích a pokrývá tak asi 40 % rozlohy státu. Alfa-Helicopter provozuje leteckou záchrannou službu od roku 1992. Společnost zajišťuje provoz samotných vrtulníků a zajišťuje veškeré technické a provozní pracovníky, včetně pilotů. Zdravotnická část osádky je zajištěna územními záchrannými službami jednotlivých krajů.

### Brno

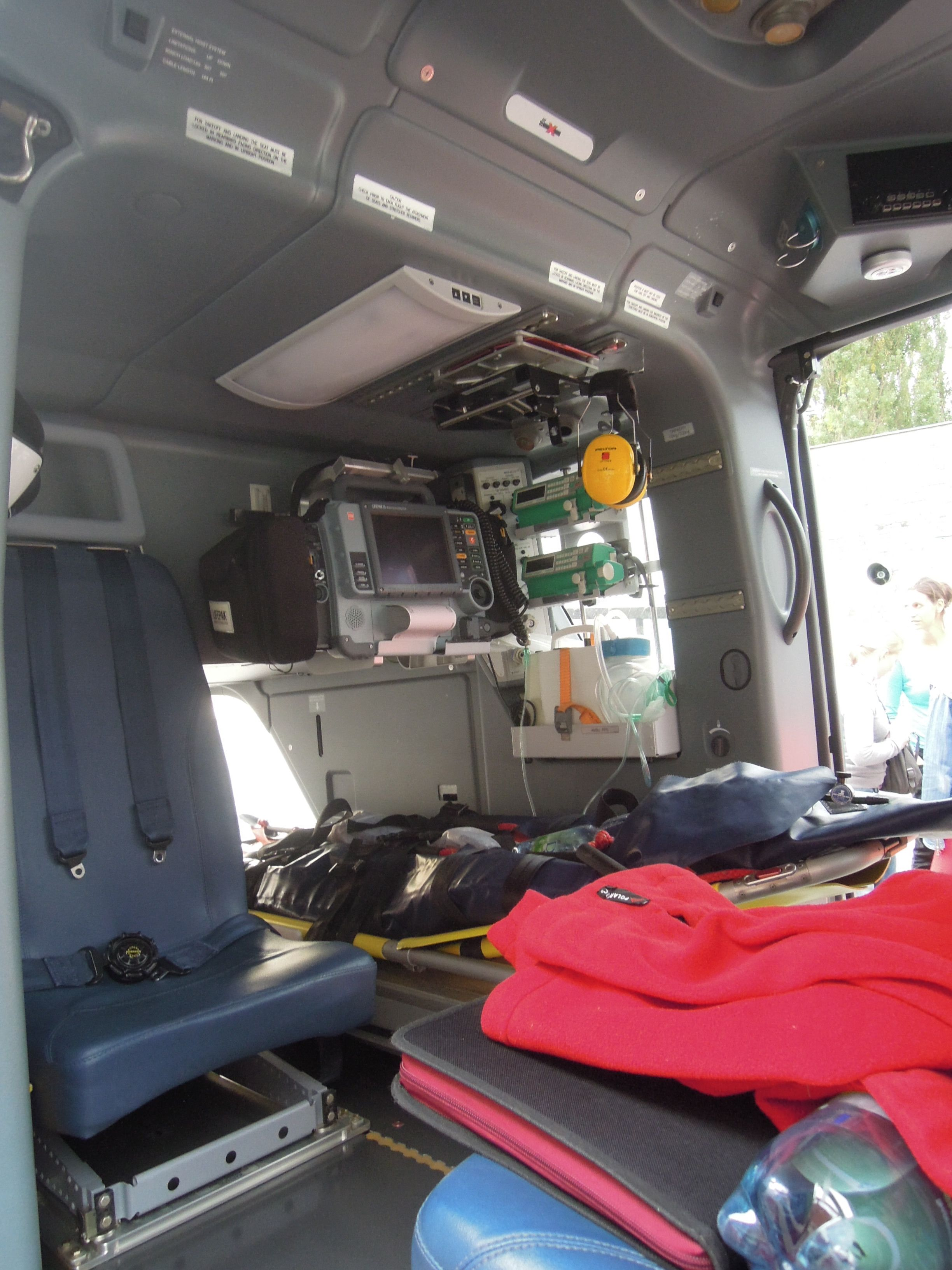
Vnitřní zástavba vrtulníku Eurocopter EC 135 T2+ s imatrikulací OK-NIK

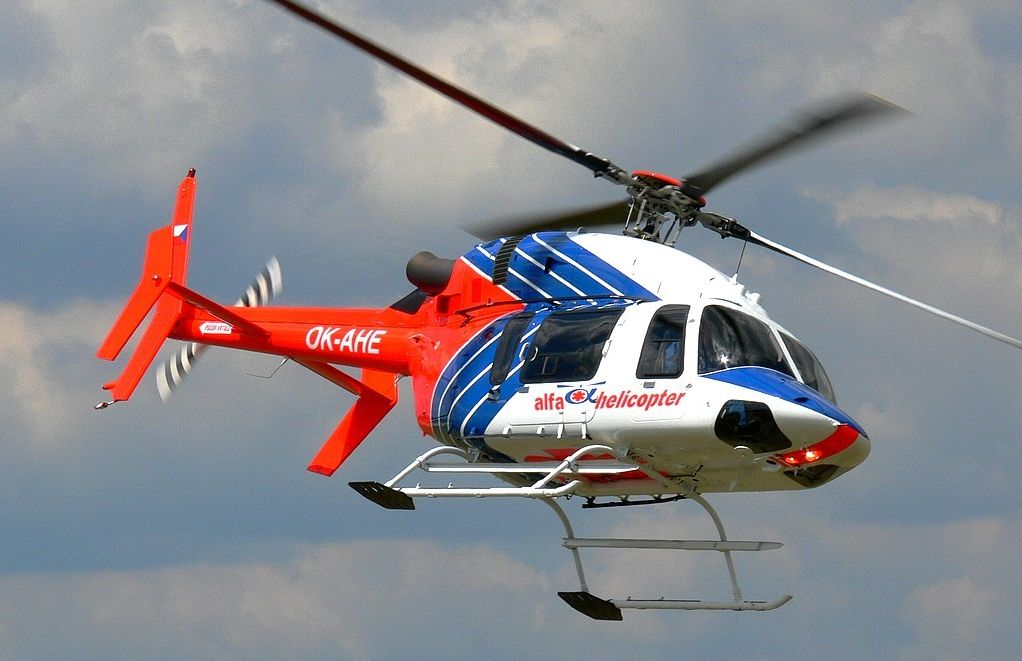
Vrtulník Bell 427 s imatrikulací OK-AHE

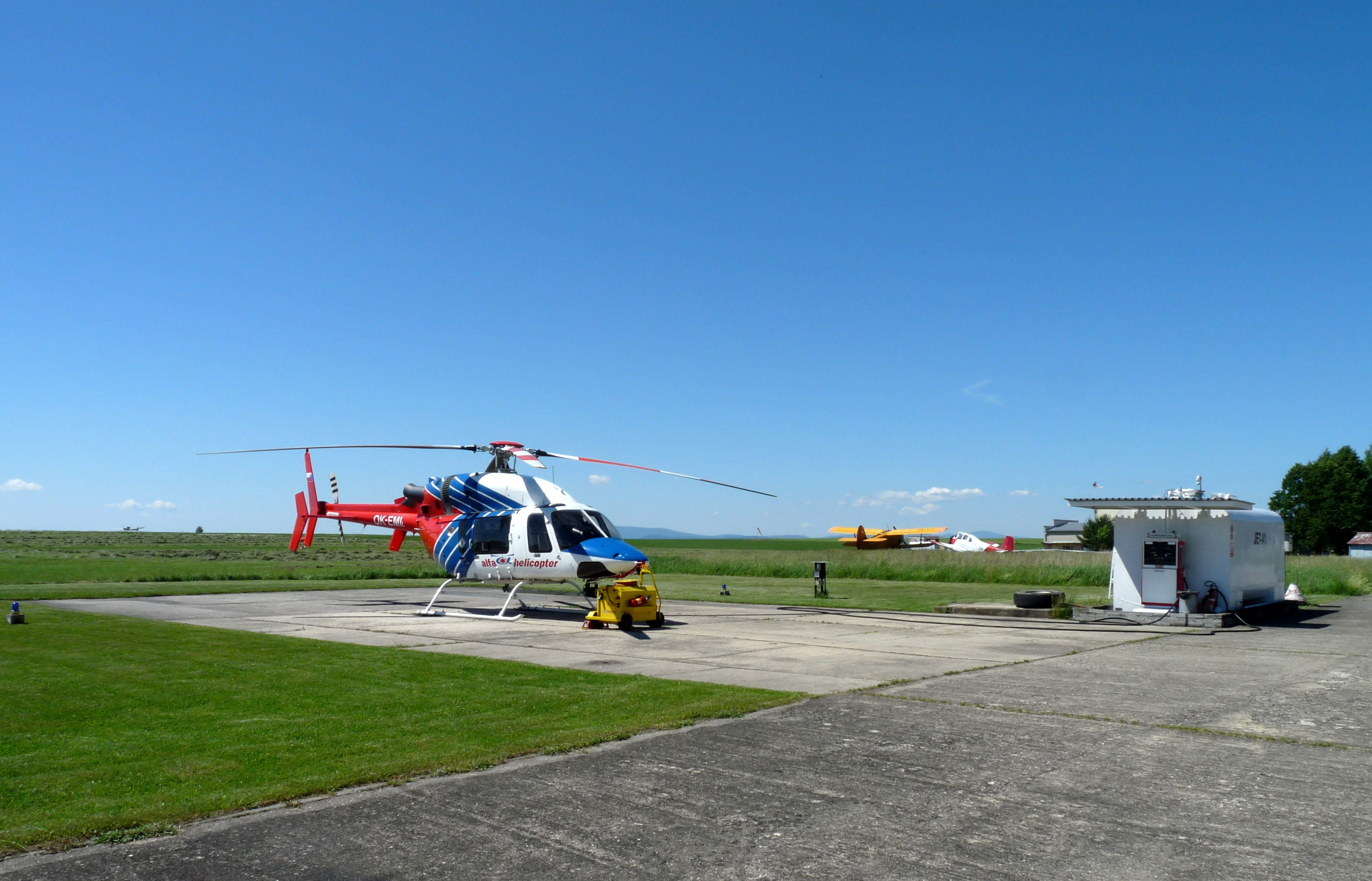
Základna letecké záchranné služby Kryštof 13

Letecká záchranná služba zahájila činnost v Brně 1. července 1989 jako čtvrtá základna v Československu. Společnost Alfa-Helicopter převzala provoz stanice k 1. lednu 1992, k dispozici byl z Polska pronajatý vrtulník Mil Mi-2. V květnu 1992 zakoupila nový vrtulník Bell 206, který na stanici následně sloužil. Do roku 2003 sloužily na základně v Brně různé typy vrtulníků Bell 206 (imatrikulace OK-WIR, OK-XIS, OK-ZIU, OK-YIR). 29. prosince 2003 převzala chod stanice společnost DSA, která používala vrtulníky Eurocopter AS 355. K další změně provozovatele došlo v lednu 2005. Pro účely letecké záchranné služby již nesloužily vrtulníky soukromých společností, ale vrtulník Eurocopter EC 135 Letecké služby Policie ČR (OK-BYB). V roce 2009 se opět měnil provozovatel. Letecká služba Policie ČR ukončila k 1. lednu 2009 provoz základen v Brně a Hradci Králové. Stanici v Brně převzala znova společnost Alfa-Helicopter, její partnerská společnost DSA zajišťuje od stejného data chod stanice v Hradci Králové. Od ledna 2009 sloužil na stanici krátce vrtulník Bell 427 (OK-AHE), který byl v červenci vystřídán novým moderním strojem Eurocopter EC 135 T2+ (OK-NIK).
Nový vrtulník Eurocopter EC 135 T2+ byl do provozu uveden 23. července 2009, ale slavnostní předání proběhlo až 14. září téhož roku. Vrtulník byl pokřtěn podle české olympioničky Nikoly Sudové, která se zároveň stala jeho kmotrou. Imatrikulační značku OK-NIK vrtulník získal podle jejího křestního jména Nikola.

### Olomouc (do 31.12.2016)
Stanice letecké záchranné služby v Olomouci byla otevřena 1. října 1990. 1. ledna 1993 převzala chod stanice společnost Alfa-Helicopter, která využívala zpočátku vrtulník Mil Mi-2. Od roku 1994 sloužily na základně vrtulníky Bell 206 a od 26. června 2002 vrtulník Bell 427, který se představil ve světové premiéře. 5. srpna 2010 byl do služby trvale nasazen nový stroj Eurocopter EC 135 T2+. (OK-AHG) a to do 31.12.2016. Poté převzala službu slovenská společnost ATE.

### Jihlava (do 31.12.2016)
Letecká záchranná služba zahájila v Jihlavě činnost 1. května 1991. Prvním provozovatelem byla společnost Slov-Air, později Bel-Air a do 1. ledna 1993 Alfa-Helicopter. Do roku 1994 využívala vrtulník Mil Mi-2, který byl nahrazen strojem Bell 206 (OK-YIP). V roce 2002 zakoupila společnost Alfa-Helicopter nový stroj Bell 427, který se představil ve světové premiéře. Od roku 2003 sloužil na stanici vrtulník Bell 427 (OK-AHA). Po zániku společnosti 31.12.2016 provozuje vrtulníky v Jihlavě rakouská společnost HeliAir.

### České Budějovice
Od 1. května 1991 do 1. ledna 1995 provozovala leteckou záchrannou službu na letišti v Plané u Českých Budějovic Armáda České republiky. 1. ledna 1995 přešel provoz pod soukromou společnost Helicopter, která přesunula stanici na heliport v Hosíně. K 1. lednu 2004 převzala chod stanice společnost Alfa-Helicopter, která zpočátku používala vrtulník Bell 206L-4T (OK-ZIU) a od roku 2005 vrtulník Bell 427 (OK-AHB). 5. února 2010 došlo k nehodě vrtulníku s imatrikulační značkou OK-AHB, který letěl pro pacienta do Jihlavy. Mezi Horní Olešnou a Panskými Dubenkami vlétnul vrtulník do husté mlhy a z důvodu silného větru došlo ke kontaktu vrtulníku s terénem. Nikomu z tříčlenné posádky se nic nestalo, nicméně vrtulník se stal provozu neschopný. 6. února ve 13.40 došlo k příletu záložního stroje z Olomouce. V současné době slouží na stanici Bell 427 s imatrikulací OK-EMI. Působení společnosti Alfa Helicopter bylo v Jihočeském kraji ukončeno ke dni 31.12.2016. Od 1.1.2017 provozuje leteckou záchrannou službu Armáda ČR ze základny na letišti v Bechyni.

## Vrtulníky
Společnost zajišťovala chod čtyř základen letecké záchranné služby. K dispozici měla pět plně vybavených vrtulníků, jeden slouží jako záložní. Společnost Alfa-Helicopter byla jediným provozovatelem vrtulníků Bell 427 ve zdravotnické konfiguraci na světě. Partnerská společnost DSA v době existence Alfa Helicopter zajišťovala chod základen v Ostravě, Hradci Králové, Ústí nad Labem a Liberci. Kromě těchto pěti vrtulníků disponovala společnost strojem Bell 206L-4T s imatrikulací OK-ZIU. Tento stroj však sloužil ke komerčním účelům.
| Volací znak   | Základna         | Typ vrtulníku         | Imatrikulace | Alfa Helicopter provozuje základnu od | Noční provoz |
| Kryštof 04    | Brno             | Eurocopter EC 135 T2+ | OK-NIK       | 1. ledna 2009                         | ano          |
| Kryštof 12    | Jihlava          | Bell 427              | OK-AHA       | 1. ledna 1993                         | ne           |
| Kryštof 13    | České Budějovice | Bell 427              | OK-AHE       | 1. ledna 2004                         | ne           |
| záložní stroj |                  | Bell 427              | OK-EMI       |                                       |              |

## Galerie

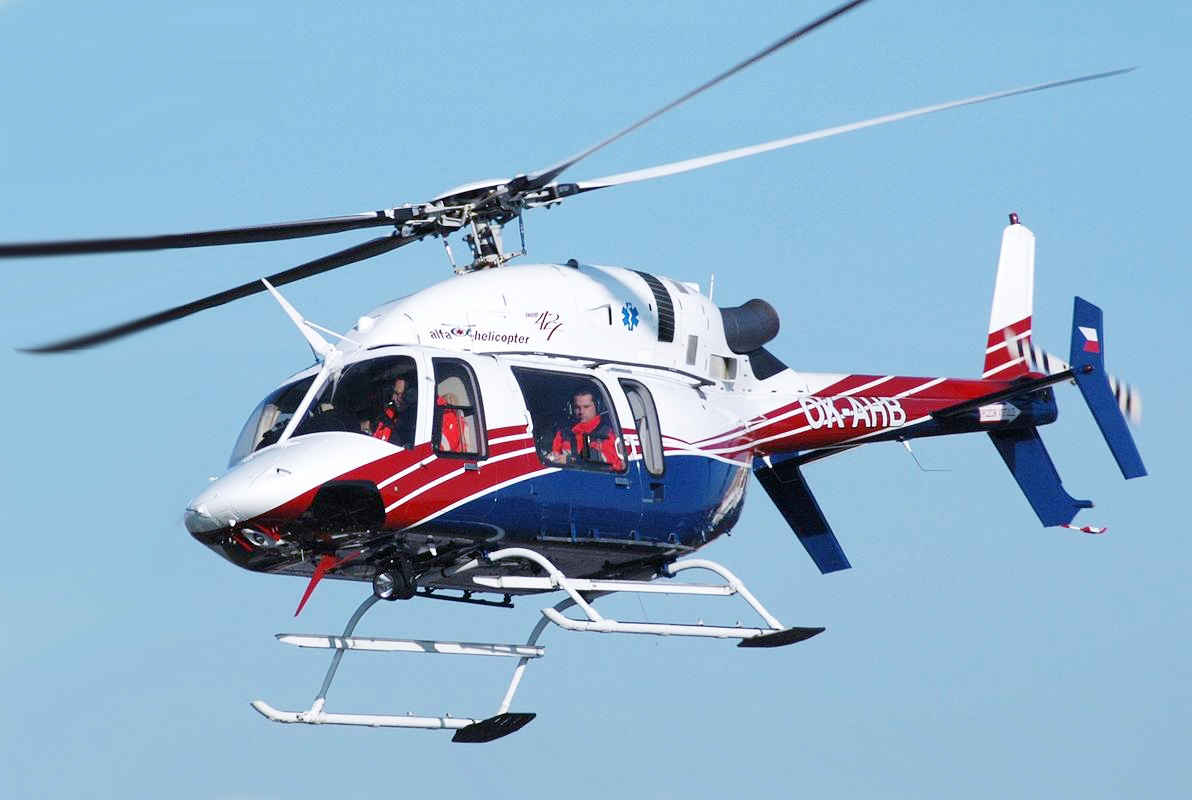
Vrtulník Bell 427 s imatrikulací OK-AHB havaroval v roce 2010
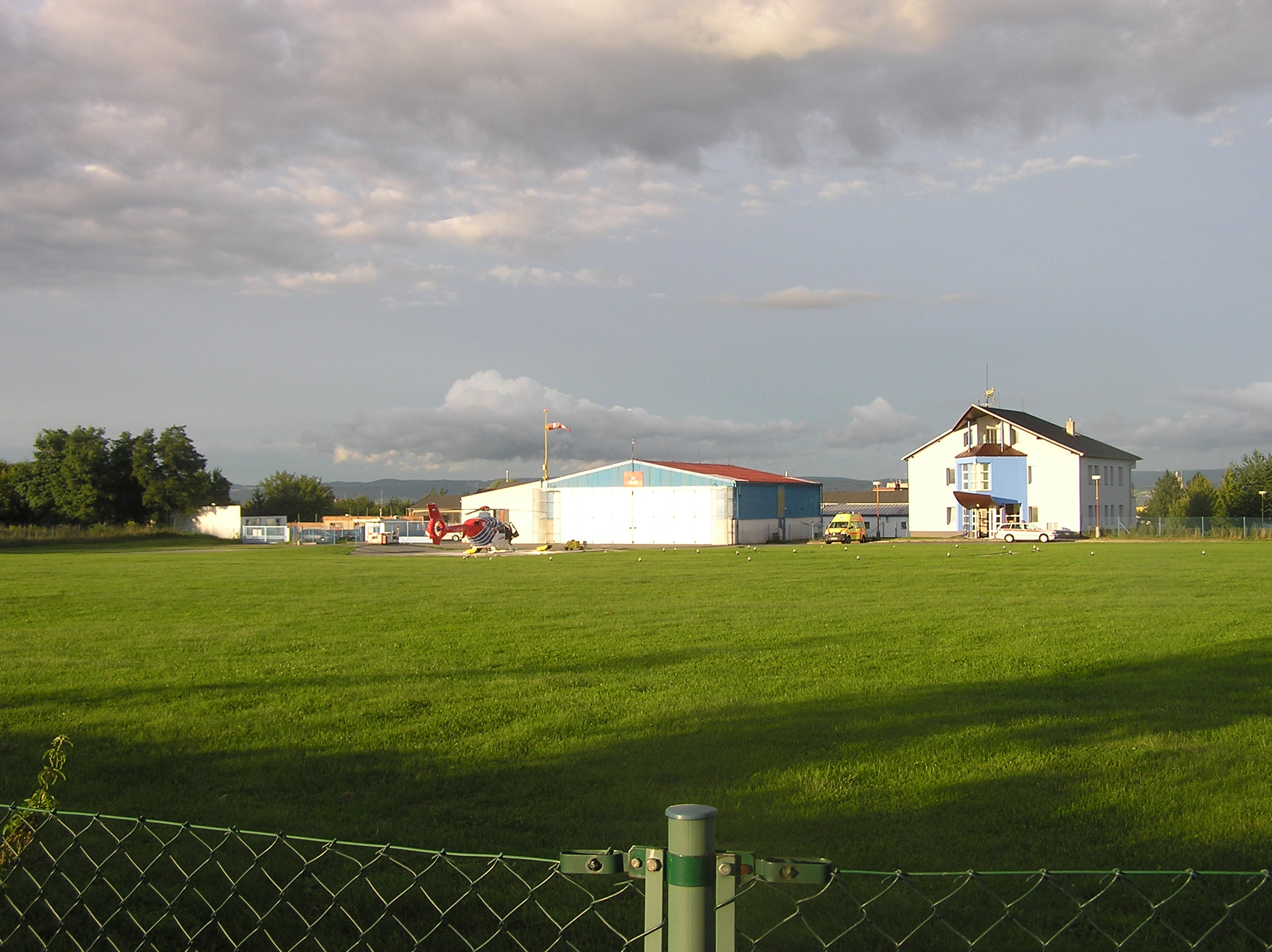
Vnitrostátní vrtulníkové letiště Olomouc – Tabulový vrch slouží jako základna Kryštof 09 (nyní zde sídlí společnost ATE)
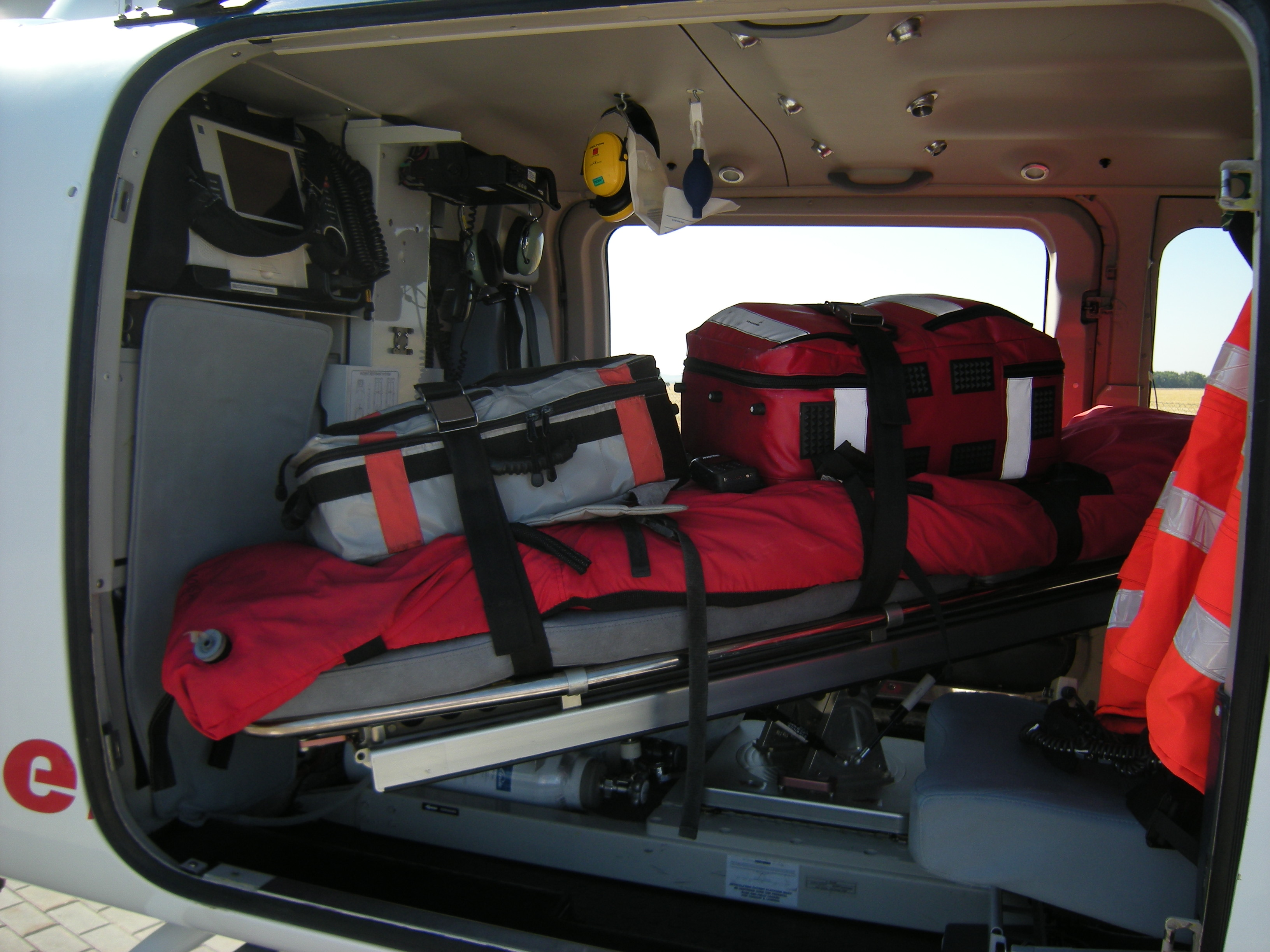
Vnitřní zástavba vrtulníku Bell 427 s imatrikulací OK-AHE
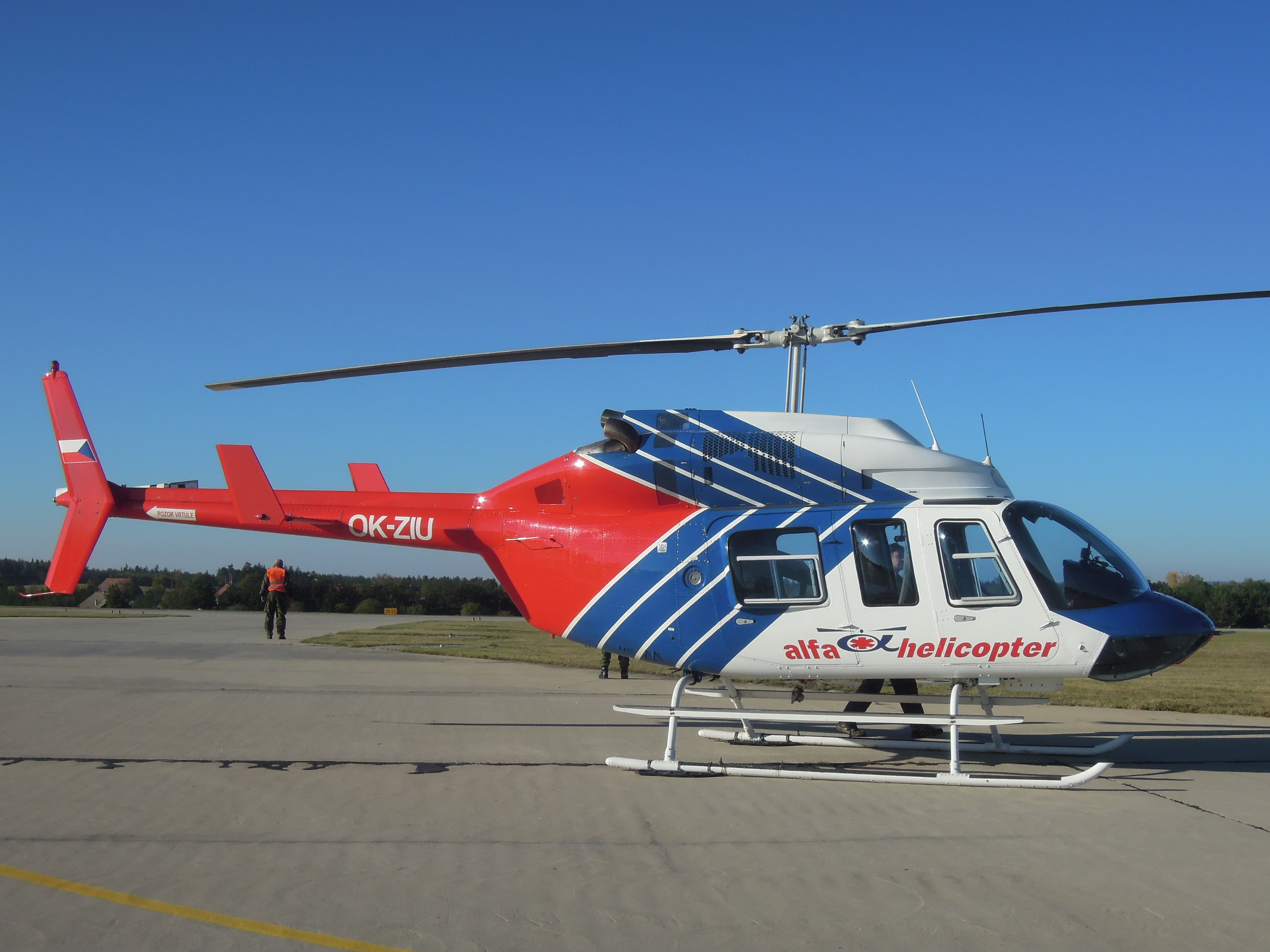
Vrtulník Bell 206L-4T s imatrikulací OK-ZIU